# Kępa Zagajna
Kępa Zagajna – wieś w Polsce położona w województwie lubuskim, w powiecie strzelecko-drezdeneckim, w gminie Dobiegniew.
W latach 1975–1998 miejscowość administracyjnie należała do województwa gorzowskiego.

## Demografia
Liczba mieszkańców miejscowości w poszczególnych latach:
| Rok  | Ilość mieszkańców |
| ---- | ----------------- |
| 1998 | 6                 |
| 2002 | 4                 |
| 2011 | 6                 |
| 2021 | 3                 |